# Josef Haslinger (Politiker)
Josef Haslinger (* 2. August 1889 in Reinprechtspölla; † 7. Jänner 1974) war ein österreichischer Politiker (ÖVP) und Landwirt. Haslinger war von 1948 bis 1949 Abgeordneter zum Landtag von Niederösterreich.
Haslinger besuchte die Volksschule und leistete zwischen den Jahren 1910 und 1918, also auch während des Ersten Weltkriegs seinen Militärdienst ab. Nach dem Ende des Ersten Weltkriegs übernahm Haslinger 1919 den elterlichen landwirtschaftlichen Betrieb in Reinprechtspölla. Er engagierte sich zunächst vor allem im lokalpolitischen Bereich und war von 1924 bis 1938 Gemeinderat in Reinprechtspölla. Nach dem Ende des Zweiten Weltkriegs wurde Haslinger 1945 erneut Gemeinderat in Reinprechtspölla, zudem war Haslinger zwischen 1945 und 1960 Obmann der Bezirksbauernkammer. Des Weiteren war er in mehreren Funktionen in landwirtschaftlichen Genossenschaften aktiv und vertrat die Österreichische Volkspartei zwischen dem 29. September 1948 und dem 5. November 1949 im Niederösterreichischen Landtag, wobei er für Franz Kaindl in den Landtag nachrückte. Haslinger wurde zum Ehrenbürger von Reinprechtspölla ernannt.